# 19 فورتونا
فورتونا (أو 19 فورتونا وفق تسمية الكوكب الصغير) (بالإنجليزية: 19 Fortuna)‏ هو كويكب ضمن حزام الكويكبات؛ وهو الكويكب التاسع عشر من حيث ترتيب الاكتشاف.
اكتشف جون راسل هند الكويكب في الثاني والعشرين من أغسطس سنة 1852؛ وأسماه فورتونا، على اسم إحدى الآلهة وفق الأساطير الإغريقية.